# El llarg i càlid estiu
El llarg i càlid estiu (títol original en anglès The Long, Hot Summer) és un film nord-americà dirigit per Martin Ritt i estrenat l'any 1958.  El 1996 va ser doblat al català.

## Argument
Ben Quick arriba a un petit poble després de ser expulsat d'una altra ciutat, acusat d'hi haver provocat un incendi. Allà és contractat per Will Varner, amo i senyor de l'indret.

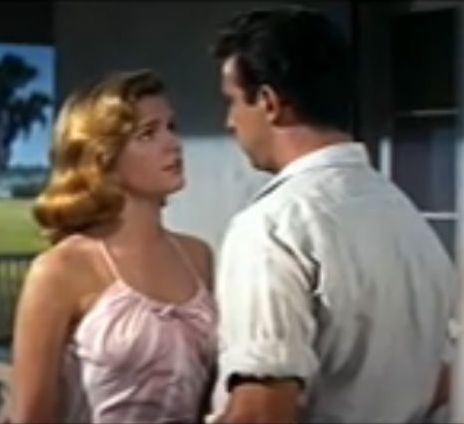
Lee Remick a la pel·lícula

El film es basa en tres relats curts de William Faulkner i ambientada, per tant, en una població del sud dels Estats Units vora el Mississipi. Té com a protagonista un jove amb fama de piròman que s'espavila amb tan pocs miraments que complau el ric que ha fet fortuna, estafant si ha calgut, fins a convertir-se en l'amo de la localitat. Diferències classistes, corrupció moral dels individus que ascendeixen socialment i conflictes generacionals.

## Comentaris
Va ser el primer film en què Paul Newman i Joanne Woodward van compartir cartell. Després de rodar aquest film, els dos actors van començar una relació amorosa que va durar fins a la mort de l'actor. Aquesta fou una dada favorable, ja que les escenes conjuntes de la parella i tots els moments en els quals apareix un impetuós Orson Welles, que només tenia 43 anys però ja començava a no necessitar disfressar-se de vell per interpretar patriarques dominants, componen les millors fases d'una pel·lícula que aborda temes com la dictadura emocional paternofilial, la distinció de classes, la repressió i l'ànsia sexual o l'home marcat pel seu fosc passat.
Va permetre a un joveníssim Paul Newman demostrar que era molt més que una cara bonica guanyant el prestigiós premi al millor actor al Festival de Cannes. També hi apareix una joveníssima Lee Remick, que just un any després desplegaria tot el seu talent a Anatomia d'un assassinat, d'Otto Preminger, i Riu salvatge, d'Elia Kazan, així com Tony Franciosa, que encara no s'havia fet famós a través de la televisió, i Angela Lansbury, molts anys abans de convertir-se en investigadora de crims.

## Repartiment
- Paul Newman: Ben Quick
- Orson Welles: Will Varner
- Lee Remick: Eula Varner
- Joanne Woodward: Clara Varner
- Anthony Franciosa: Jody Varner

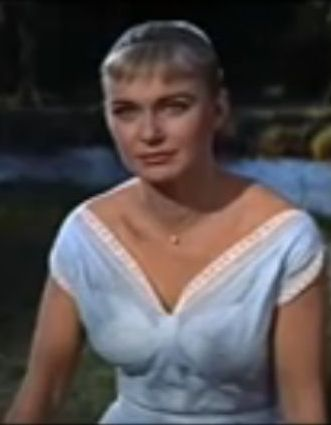
Joanne Woodward al film

- Angela Lansbury: Minnie Littlejohn
- Richard Anderson: Alan Stewart
- Victor Rodman: jutge

## Premis
- 1958. Premi al millor actor al Festival de Cannes